# منتصلة صانعة للمرضى
منتصلة صانعة للمرضى (الاسم العلمي: Achromobacter aegrifaciens) هي نوع من البكتيريا، سلبية الغرام، تتبع المنتصلة.